# Muuraissaari (ö i Kajanaland, Kehys-Kainuu, lat 64,65, long 28,49)
Muuraissaari är en ö i Finland. Den ligger i vattendraget Emäjoki och i kommunen Hyrynsalmi och landskapet Kajanaland, i den centrala delen av landet, 500 km norr om huvudstaden Helsingfors. Öns area är 3,2 hektar och dess största längd är 380 meter i sydväst-nordöstlig riktning.